# Shush
Shush ou Suse, parfois transcrit Chouch, Chouche, Schousch (du persan شوش / Šuš), est une ville de la province du Khouzistan en Iran. Elle s'est développée aux abords de l'antique capitale élamite Suse.

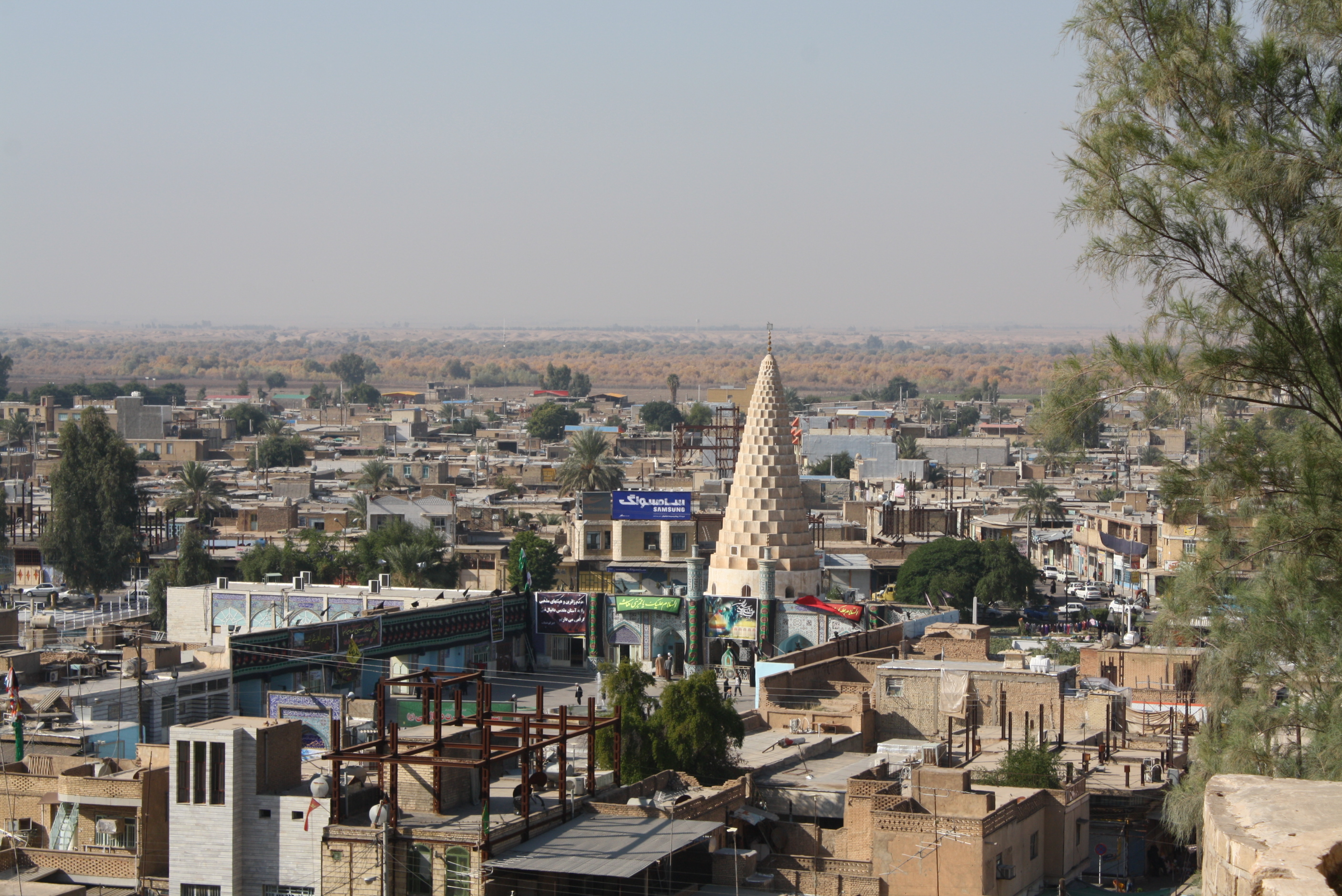
Shush et le tombeau de Daniel vus depuis le château de Shush.

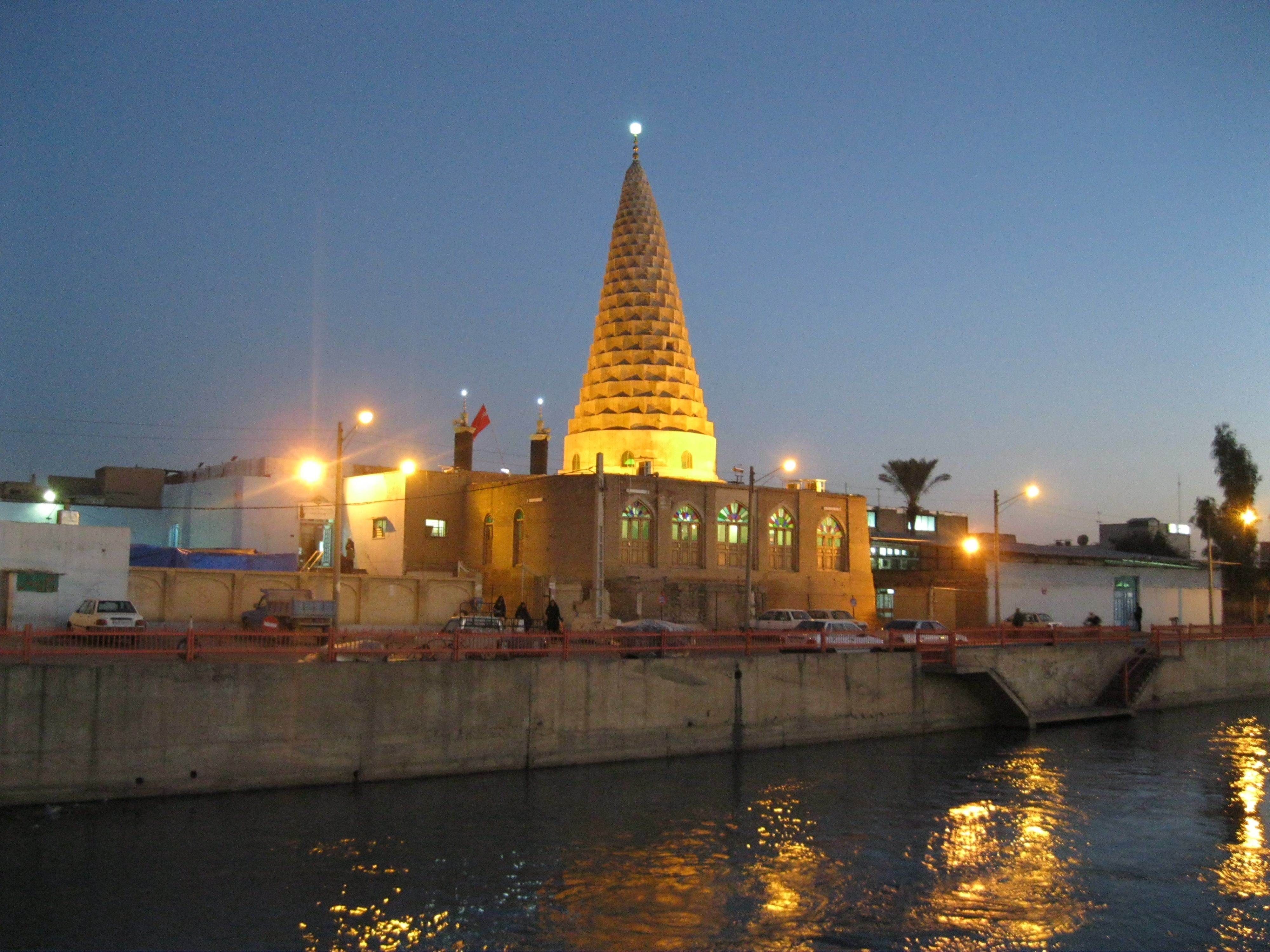
Le tombeau de Daniel vu des bords de la Chaour.

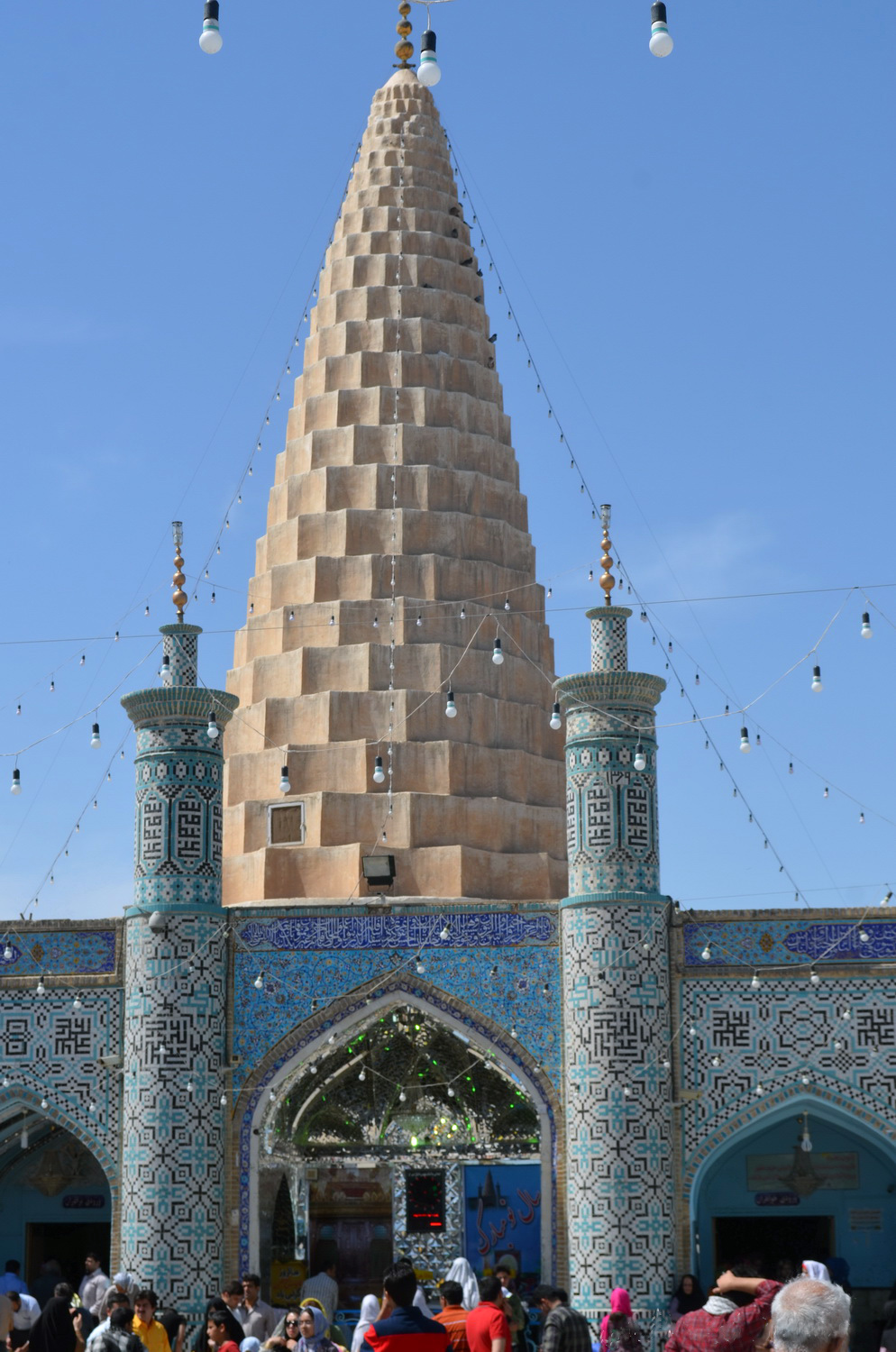
L'entrée du tombeau de Daniel.

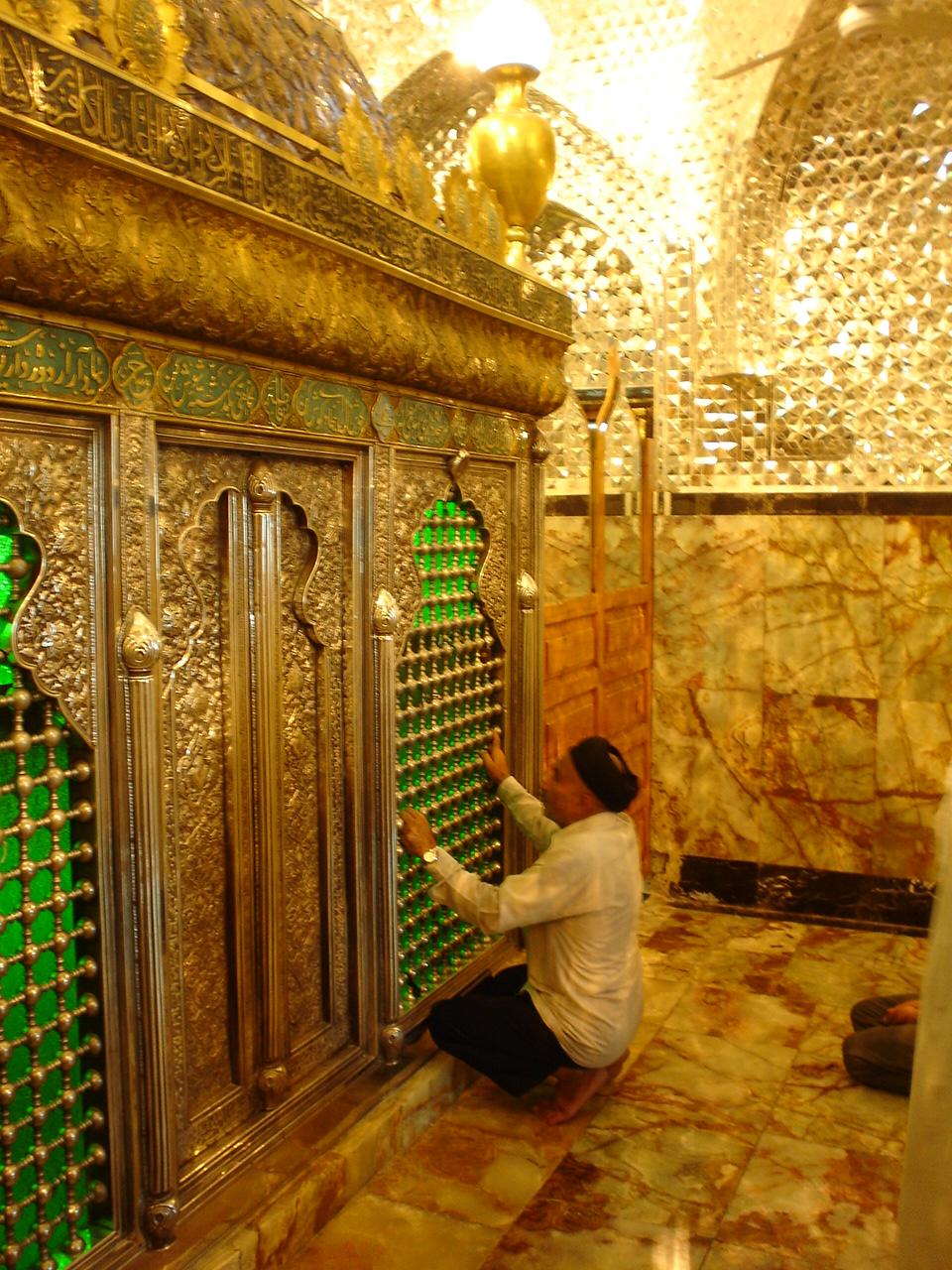
Pèlerin devant le tombeau de Daniel.